# 박문수 초상 (보물 제1189-1호)
박문수초상(朴文秀 肖像)은 대한민국 충청남도 천안시, 천안박물관에 있는 조선 영조 때 문신인 박문수를 그린 초상화 2점이다. 1994년 1월 5일 대한민국의 보물 제1189-1호로 지정되었다.

## 개요
조선 영조 때 문신인 박문수를 그린 초상화 2점이다. 박문수(1691~1756)는 조선 영조 때의 문신으로 1723년 병과에 급제한 후 암행어사로 활약하면서 부정한 관리들을 적발하여 가난한 백성을 구제하는데 힘썼다.
종가에 전해오는 2점의 초상은 크기가 다른데, 1점은 가로 100cm, 세로 165.3cm이고 다른 1점은 가로 45.3cm, 세로 59.9cm이다. 2점 가운데 크기가 큰 초상화는 38세의 젊은 시절 모습을 그린 그림으로, 공신상 초상화의 전형적인 형식을 갖추고 있다. 호피가 깔린 의자에 앉아 있는 전신상으로 두 손은 맞잡고 소매속에 넣은 자세를 취하고 있으며 발은 받침대 위에 팔(八)자로 얹어 놓았다. 초록색 관복을 입고 가슴에는 두마리 학과 구름무늬를 수놓은 흉배를 하고 있으며 금장식의 각대를 두르고 있다. 단아한 얼굴에 수염이 그리 많지 않으며 음영법을 사용하고 있는 것으로 보아 수준 높은 화원의 솜씨인 듯하다.
다른 1점은 붉은색의 관복을 입고 있는 모습으로 화법이 정교한 반신상의 그림이다. 2점의 초상화 모두 보존 상태가 양호하며 질적 수준이 뛰어난 작품들이다.
홍배는 대단히 큰편이고 쌍학을 수 놓았으며, 흉배 상하와 세로의 가에는 운문을 청색과 백색으로 수 놓았고, 허리에는 각대를 둘렀으며 흉상의 아랫 부분은 파문을 수 놓았다. 호피를 깔은 낮은 의자에 앉아 있는 모습이다.

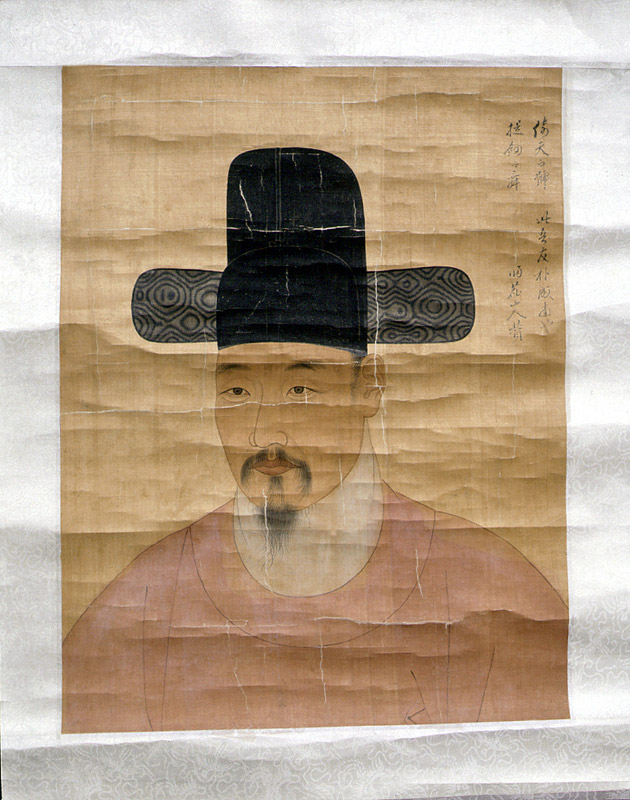
붉은색의 관복을 입고 있는 모습으로 화법이 정교한 반신상의 그림이다.
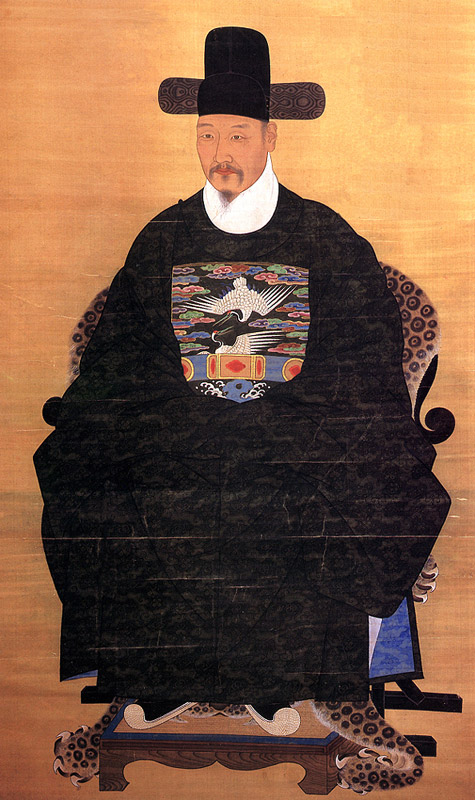
가로 100cm, 세로 165.3cm이고 38세의 젊은 시절 모습을 그린 그림으로, 공신상 초상화의 전형적인 형식을 갖추고 있다.

## 같이 보기
- 박문수
- 박문수 초상 (보물 제1189-2호)

## 참고 자료
- 박문수초상 - 국가유산청 국가유산포털